# The Very Best of The Bee Gees
A The Very Best of The Bee Gees című lemez a Bee Gees együttes diszkográfiájának harmincnegyedik nagylemeze.

A lemezen új dal nem szerepel, az 1967 és 1989 között megjelent számokból válogatáslemez.

## Az album dalai
1. New York Mining Disaster 1941 1967 (Barry és Robin Gibb) – 2:08
2. To Love Somebody 1967 (Barry és Robin Gibb) – 2:57
3. Massachusetts 1967 (Barry, Robin és Maurice Gibb) – 2:23
4. World 1967 (Barry, Robin és Maurice Gibb) – 3:13
5. Words 1968 (Barry, Robin és Maurice Gibb) – 3:13
6. I’ve Gotta Get A Message To You 1968 (Barry, Robin és Maurice Gibb) – 3:05
7. First Of May 1969 (Barry, Robin és Maurice Gibb) – 2:48
8. Don’t Forget To Remember 1969 (Barry Gibb, Maurice Gibb) – 3:26
9. Saved By The Bell 1969 (Robin Gibb) – 3:02
10. Run To Me 1972 (Barry, Robin és Maurice Gibb) – 3:03
11. Jive Talkin’ 1975 (Barry, Robin és Maurice Gibb) – 3:42
12. Nights On Broadway 1975 (Barry, Robin és Maurice Gibb) – 4:23
13. You Should Be Dancing 1976 (Barry, Robin és Maurice Gibb) – 2:45
14. How Deep Is Your Love 1977 (Barry, Robin és Maurice Gibb) – 4:03
15. More Than A Woman 1977 (Barry, Robin és Maurice Gibb) – 3:14
16. Stayin’ Alive 1977 (Barry, Robin és Maurice Gibb) – 4:42
17. Night Fever 1977 (Barry, Robin és Maurice Gibb) – 3:29
18. Too Much Heaven 1978 (Barry, Robin és Maurice Gibb)  – 4:55
19. Tragedy 1979 (Barry, Robin és Maurice Gibb) – 5:03
20. You Win Again 1987 (Barry, Robin és Maurice Gibb) – 3:55
21. Ordinary Lives 1989 (Barry, Robin és Maurice Gibb) –  4:07

A 20. és a 21. szám a német kiadáson szerepel, az angol és amerikai kiadáson nem (a lemezek 19 trackot tartalmaznak)

## Közreműködők
- Barry Gibb – ének, gitár
- Robin Gibb – ének
- Maurice Gibb – basszusgitár, gitár, ütőhangszerek, billentyűs hangszerek, ének,

## A nagylemez megjelenése országonként
- LP: Polydor 847 339-1 1990, Brazília Polygram 519 453-2 1990
- CD: Polydor 847 339-2 1990, Japán: Polydor POCP-2395 1995, Polydor POCP9133 1998, Koreai Köztársaság Polygram DG 3051 1997

## Eladott példányok
A The Very Best of The Bee Gees lemezből a világban 5 millió példány (ebből az Egyesült Királyság területén 1,2 millió, Németországban 1 millió) kelt el.